# Cyberroof

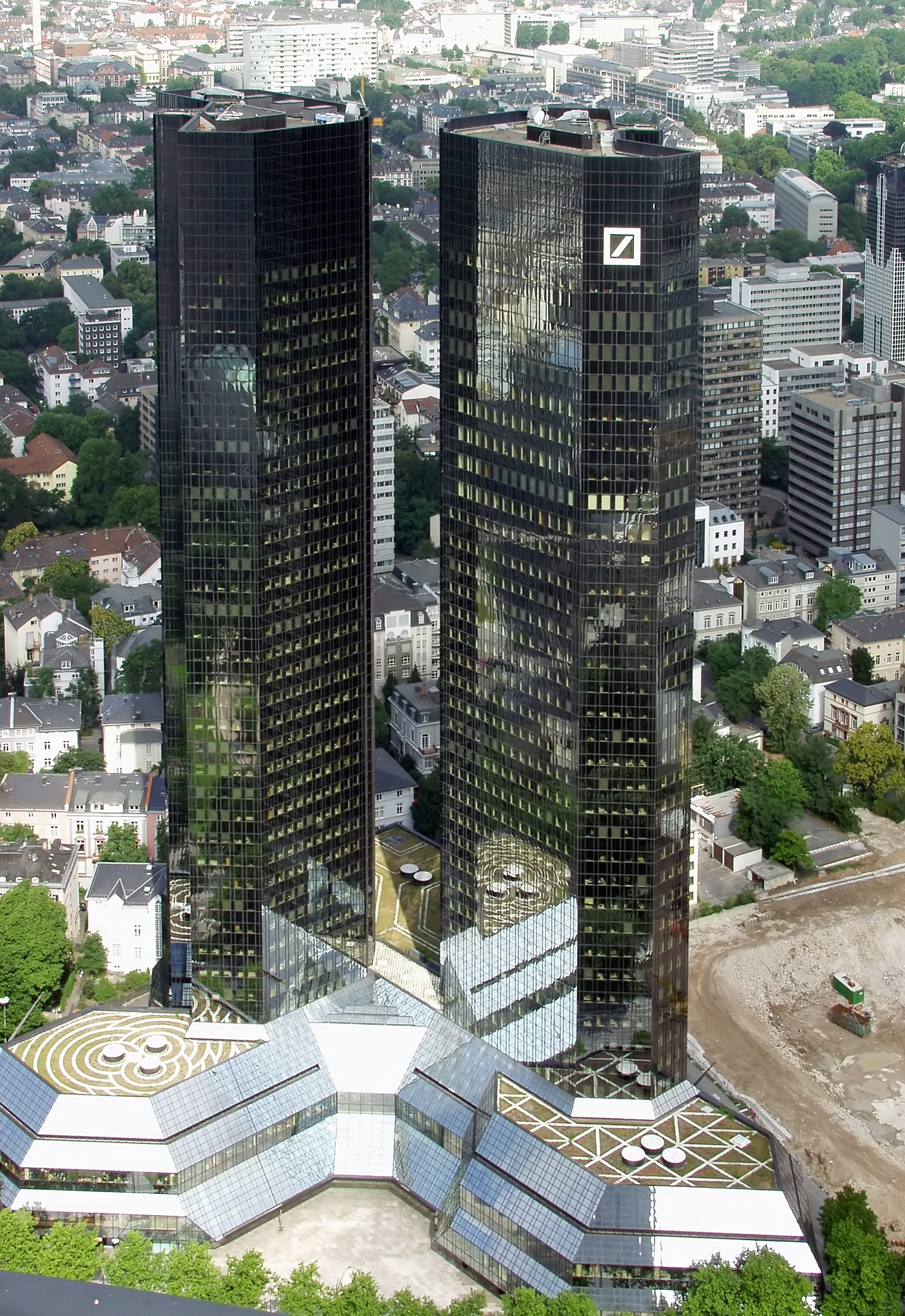
Hoofdkantoor Deutsche Bank in Frankfurt am Main

Een cyberroof is een grootschalige diefstal van geld door cybercriminelen uitgevoerd door middel van het hacken van een computer, het digitale equivalent van een bankoverval.

## Methode
"Hacktivisten" en criminele bendes zijn in toenemende mate gericht op de banksector, meestal met als doel het stelen van geld of waardevolle klantgegevens in een kort tijdsbestek, net als de klassieke bankoverval waarbij een crimineel of criminelen contant geld eisen of inbreken in een kluis. Vaak zijn grote instellingen het doelwit. De diefstal wordt gepleegd door de beveiliging te kraken of de systemen gericht op bijvoorbeeld DoS-aanvallen te stoppen. Vaak gaat het om vele klantenrekeningen die gezamenlijk een grote som geld bevatten. Deze rekeningen kunnen worden gevonden door middel van hacking of phishing. De diefstal kan betrekking hebben op verschillende klantenrekeningen of één grote rekening bij een bepaalde bank.
Naast bankrekeningen kunnen ook creditcards en debetkaarten het doelwit van een cyberroof zijn. Cybercriminelen kunnen creditcard- of bankpasgegevens stelen en deze gebruiken om kaarten te klonen. Point-of-salemalware wordt vaak gebruikt om grote aantallen kaarten te verwerven. In beide gevallen zouden cybercriminelen gebruikmaken van gekloonde creditcards voor uitbetaling door geldautomaten of ze verkopen deze op ondergrondse websites zoals Silkroad. Vaak worden crimewarekits gebruikt voor cyberroven, zoals Zeus, SpyEye en The butterfly bot.

## Recente technieken
De aanvallen worden steeds meer verfijnd, meer bepaald deze die door middel van phishing zijn gericht op ondernemingen, waarbij de werknemers toegang hebben tot het computersysteem. Het gebruik van dergelijke aanvallen kan de antivirussoftware of beveiligingssoftware omzeilen. Via social engineering winnen de hackers informatie over hun slachtoffer in, maar ook is het mogelijk dat zij wachten tot medewerkers klikken op het verdachte item op hun computer, waardoor de criminelen toegang krijgen tot het computersysteem. Ze komen dan het netwerk binnen en plaatsen keyloggers op bijvoorbeeld het boekhoudsysteem. Na verloop van tijd zijn de cybercriminelen in staat wachtwoorden te achterhalen en andere relevante informatie te verkrijgen. Bankrekeningen van een organisatie kunnen dan worden benaderd via de informatie die zij hebben gestolen met behulp van de keyloggers.

## Feiten
1. Meer dan de helft (56%) van de organisaties komt een geavanceerde cyberaanval waarschijnlijk niet op het spoor, zo bleek uit onderzoek.[2]
2. Bijna een derde van de respondenten van Amerikaanse bedrijven en wetshandhavingsinstanties zeiden in een Amerikaans onderzoek uit 2015 dat ze in 2014 het slachtoffer van een phishingaanval waren geworden.
3. De financiële sector is het vaakst doelwit van cybercriminelen: drie keer zo vaak als elke andere sector, aldus Websense.
4. Elk jaar besteedt het bankwezen meer dan 700 miljoen Britse pond aan de bestrijding van cybercriminaliteit, volgens het Department for Business Innovation & Skills.

## Incidenten
- Operation High Roller, in 2012 ontleedde McAfee en Guardian Analytics Operation High Roller, dit was een reeks van fraude in het bankwezen in verschillende delen van de wereld. Ze maakten gebruik van Cyber collection middelen die gebruikt werden om pc en smartphone informatie te verzamelen om vervolgens elektronisch bankrekeningen te plunderen.
- Carbanak, in 2013 bracht de Russische gigant in cyberbeveiliging Kaspersky een cyberaanval aan het licht, het verlies liep op tot 1 miljard dollar, meer dan 100 banken en 30 landen waren hierbij betrokken. De cyberbende achter de aanval kreeg de naam `Carbanak`.
- Carbanak 2.0, in februari 2016 heeft het bedrijf 'Kaspersky Lab' de terugkeer van Carbanak in de vorm van Carbanak 2.0 bevestigd. Ook heeft het nog twee groepen ontdekt die in dezelfde stijl te werk gaan: Metel en GCMAN. Ze slaan hun slag bij financiële instellingen met behulp van verborgen verkenningsacties in APT-stijl, aangepaste malware, legitieme software en nieuwe, innovatieve methodes.
- Bangladesh Bank Heist, op 4 februari 2016 gebruikten onbekende hackers geloofsbrieven van werknemers uit de Bangladesh Centrale Bank. Hiermee stuurden ze drie dozijn frauduleuze overschrijvingen naar de Federal Reserve Bank van New York met de vraag om miljoenen aandelen van de Bangladesh Bank over te dragen aan bankrekeningen in de Filipijnen, Sri Lanka en andere delen van Azië.